# Adolfo Aristarain
Adolfo Aristarain (ur. 19 października 1943 w Buenos Aires) – argentyński reżyser, scenarzysta i producent filmowy. Weteran kinematografii argentyńskiej, posiadający od 2003 hiszpańskie obywatelstwo. 
Jego najgłośniejszy film Własny kawałek świata (1992) przyniósł mu Złotą Muszlę na MFF w San Sebastián, Nagrodę Goya za film hiszpańskojęzyczny oraz nominację do Oscara za najlepszy film nieanglojęzyczny. Za To, co nas łączy (2002) otrzymał nagrodę Goya za najlepszy scenariusz.